# Kilburn (stacja metra)
Kilburn – naziemna stacja metra w Londynie, położona w dzielnicy Brent. Została otwarta w 1879 jako część Metropolitan Line, której pociągi zatrzymywały się na niej do 1940 (obecnie przejeżdżają bez zatrzymania). W latach 1939–1979 leżała na trasie Bakerloo Line, a następnie została włączona do Jubilee Line. Perony stacji znajdują się na wiadukcie, przechodzącym nad drogą krajową A5. Rocznie korzysta z niej ok. 8,5 mln pasażerów. Należy do drugiej strefy biletowej.